# Xã Triumph, Quận Warren, Pennsylvania
Xã Triumph (tiếng Anh: Triumph Township) là một xã thuộc quận Warren, tiểu bang Pennsylvania, Hoa Kỳ. Năm 2010, dân số của xã này là 316 người. Đến năm 2022, dân số tại đây là 270 người.